# Music-Box (ZDF-Sendung)
ZDF Music-Box (Eigenschreibweise: Musicbox - Alternativtitel: Musicbox mit Désirée) war eine kurzlebige Musikshow mit Désirée Nosbusch, die ursprünglich als Nachfolger von Ilja Richters Disco eingeplant war. Sie sprach mit ihrem vielfältigen Musikprogramm vor allem ein junges Publikum an.

## Konzept der Sendung
Jede Sendung wurden 8 Interpreten aus dem In- und Ausland vorgestellt. Hierbei wurden ausschließlich Künstler aus dem Pop-/Rock-Kosmos berücksichtigt. Somit fand der sehr TV-präsente Deutsche Schlager hier keinen Platz. 
Neben der Musik gab es eine Tombola, bei der Zuschauer Accessoires von den in der Sendung aufgetretenen Sängern gewinnen konnten (z. B. Ohrring von Kim Wilde). Hierfür wurde eine Adresse eingeblendet, an welche die Zuschauer Briefe mit Kritik zur Sendung einreichen sollten.

## Ausstrahlung
Die erste Ausgabe wurde unter dem Namen Hits von der Schulbank am 29. Oktober 1980 im ZDF ausgestrahlt und ging 45 Minuten lang. Zu Gast waren unter anderem Suzi Quatro und Status Quo.
Bereits nach der ersten Ausgabe wurde die Sendung in Music-Box umbenannt, da dies internationaler daherkommt. Die Länge blieb dieselbe.

## Episoden
Folge 1 – 29. September 1980 (Hits von der Schulbank)
- Hot Chocolate: "Are You Getting Enough of What Makes You Happy"
- Vierzehn: "Stein um Stein"
- Suzi Quatro: "Rock Hard"
- Georg Danzer: "10 kleine Fixer"
- Leif Garrett: "Bits and Pieces"
- The Teens: "Never Gonna Tell No Lie to You"
- Gilbert: "So jung"
- Status Quo: "What Are You Prosposing?"

Folge 2 – 30. März 1981
- Girlschool: "Yeah Right"
- Udo Lindenberg: "Gegen die Strömung"
- Helen Schneider: "Shadows of the Night"
- Veterans: "I’m Jogging"
- Toto Cutugno: "Flash"
- Max’n Specs: "Don’t Come Stoned and Don’t Tell Trude"
- Yvonne Gabriel: "Baby, paß auf"
- Phil Collins: "In the Air Tonight"

Folge 3 – 25. Mai 1981
- Adam And The Ants: "Stand and Deliver"
- Ulla Meinecke: "Video"
- Boomtown Rats: "Up All Night"
- Gianna Nannini: "Occhi aperti"
- Air Supply: "The One That You Love"
- Marius Müller-Westernhagen: "Herr D."
- Visage: "Mind of a Toy"
- Elton John: "Nobody Wins"

Folge 4 – 20. Juli 1981
- Shakin’ Stevens: "You Drive Me Crazy"
- Roxy Music: "Jealous Guy"
- Kim Wilde: "Chequered Love"
- Bow Wow Wow: "Prince of Darkness"
- Garland Jeffreys: "96 Tears"
- Jona Lewie: "Louise"
- Classix Nouveaux: "Guilty"
- Georg Danzer: "Frieden"

Folge 5 – 28. September 1981
- Data: "Fallout"
- Hazel O’Connor: "We’re All Grown Up (Cover Plus)"
- Motörhead: "Ace of Spades"
- Alain Chamfort: "Bambou"
- Amii Stewart: "Rocky Woman"
- Peter Gorski Band: "Verzeih’ mir meine Narben"
- Loretta Goggi: "Il mio prossimo amore"
- Duran Duran: "Girls on Film"
- Genesis: "Abacab"

Folge 6 – 1. Februar 1982
- Shakin’ Stevens: "Oh Julie"
- Wilfried: "Highdelbeeren"
- Barclay James Harvest: "Child of the Universe"
- Krokus: "American Woman"
- Leif Garrett: "On Santa Monica Bay"
- Peter Maffay: "Dafür"
- Adam And The Ants: "Ant Rap"
- Thin Lizzy: "Trouble Boys"

Folge 7 – 22. März 1982
- Nichts: "Licht aus"
- Altered Images: "I Could Be Happy"
- UKW: "Sommersprossen"
- Karla Devito: "Cool World"
- Joachim Witt: "Kosmetik"
- Depeche Mode: "Just Can’t Get Enough"
- Hubert Kah: "Rosemarie"
- Tone Band: "Germany Calling"
- Rheingold: "FanFanFanatisch"

Folge 8 – 10. Mai 1982
- Extrabreit: "Hurra, hurra, die Schule brennt"
- Udo Lindenberg: "Phantom"
- Chagrin d’amour: "Chacun fait"
- Frl. Menke: "Hohe Berge"
- Markus: "Ich will Spaß"
- Nina Hagen: "Smack Jack"
- Marion Kramer: "Du bist so einer mit viel Herz"
- Paul McCartney & Stevie Wonder: "Ebony and Ivory"
- Classix Nouveaux: "Is It a Dream"

Quelle

## Wiederholungen
Während als ganze Folge nur die erste Ausgabe (damals bei ZDF Kultur) wiederholt wurde, wurden die einzelne Auftritte der Interpreten bereits für mehrere Best-Of-Sendungen, wie der ZDF-Kultnacht oder Hits mit Désirée, restauriert. 
Zudem wurde die komplette Folge 4 von einem VHS-Kassetten-Sammler auf YouTube digitalisiert.